# Ottmar Ette
Ottmar Ette (14 de diciembre de 1956 en la Selva Negra) es romanista y comparatista (Catedrático de Filología Románica y Literatura Comparada) en la Universidad de Potsdam, Alemania desde 1995. Es autor de dos novelas históricas.
Doctorado en 1990 en la Universidad de Friburgo con una tesis sobre José Martí.
Entre 1987 y 1995 fue profesor ayudante en la Universidad Católica de Eichstaett-Ingolstadt, a cuyo término presentó una tesis de habilitación sobre Roland Barthes.
Ha sido profesor invitado en diferentes universidades latinoamericanas, europeas y de los Estados Unidos.
Entre 2004-2005 fue investigador invitado del Wissenschaftskolleg zu Berlin (Institute for Advanced Study) y es cofundador del Colegio de Posgrado DFG-Graduiertenkolleg "lebensformen + lebenswissen" (desde 2006), así como del Colegio Internacional de Posgrado DFG-Graduiertenkolleg "Entre Espacios. Movimientos, Actores y Representaciones de la Globalización" (desde 2009).
Ottmar Ette es cofundador de ForLaBB (Red de Investigaciones sobre América Latina en Berlin-Brandeburgo) y entre abril de 2010 y julio de 2010 investigador invitado del FRIAS (Freiburg Institute for Advanced Studies).
Además es fundador y coeditor de la revista electrónica HiN - Alexander von Humboldt im Netz, ISSN 1617-5239 y de la plataforma de estudios humboldtianos avhumboldt.de - Humboldt Informationen online, así como también coeditor de la revista Iberoamericana (Madrid - Frankfurt am Main). Desde 2009 también es coeditor de la revista electrónica Istmo - Revista virtual de estudios literarios y culturales centroamericanos, ISSN 1535-2315.

## Líneas de investigación
En el centro de su línea de investigación y docencia se encuentran los siguientes puntos: Alexander von Humboldt, Ciencias Literarias como Ciencias de la vida, convivencia, las relaciones entre regionalidad y los procesos de la globalización acelerada y TransArea Studies: Poética del movimiento y literaturas de las áreas francófonas e hispanohablantes (dentro y fuera de Europa). Desde diciembre de 2011, las investigaciones y actividades acerca de TransArea Studies se presentan bajo el sitio web del proyecto POINTS - Potsdam International Network for TransArea Studies. 
Ottmar Ette es Director del proyecto de investigación sobre "Amerikanische Reisetagebücher: Genealogie, Chronologie und Epistemologie" ("Los diarios de viaje de Alexander von Humboldt: genealogía, cronología y epistemología") (2014-2017), financiado por el Ministerio Federal de Educación (BMBF) así como, desde 2015, del proyecto a largo plazo "Alexander von Humboldt viajando - Ciencia en movimiento" de la Academia de las ciencias de Berlín-Brandemburgo, con una duración aproximada de 18 años.

## Ficción
La primera novela de Ottmar Ette, Zwei deutsche Leben ("Dos vidas alemanas"), se publicó en 2023. La obra combina la investigación académica sobre las biografías de científicos con la ficción narrativa, integrando elementos de la novela histórica y el thriller. En 2024, Ette publicó su segunda novela, Mein Name sei Amo ("Que mi nombre sea Amo"), que se centra en Anton Wilhelm Amo, el primer filósofo negro activo en el mundo de habla alemana durante la primera mitad del siglo XVIII. La novela de Ette integra características de la novela histórica con elementos del conte philosophique, en la tradición de Voltaire.

## Impacto
Con el manifiesto escrito por Ottmar Ette „Literaturwissenschaft als Lebenswissenschaft – Eine Programmschrift im Jahr der Geisteswissenschaften“ (Lendemains 125, 2007, S. 7–32) se inició una discusión que trascendería ampliamente los límites de las letras y los estudios culturales. A su publicación en 2007 le siguieron otros tres dosieres en los cuadernos Lendemains (126/127, 128 und 129), numerosos eventos y reseñas, entre otras, en el periódico semanal alemán Die Zeit. Las aportaciones a las discusiones muestran, que en los cuadernos de Lendemains se trata sobre puntos fundamentales de la literatura y del saber vivir, de las ciencias literarias como ciencias de la vida y, con ello, sobre los problemas actuales de los principios fundamentales de la investigación filológica.

## Premios y méritos
Por el manuscrito de una nueva edición de A.v.Humboldt: Reise in die Äquinoktial-Gegenden («Viaje a las regiones equinocciales del nuevo continente» Ed. 2 Volúmenes, Insel 1991) le fue concedido en 1987 el premio Heinz Maier-Leibnitz.
En 1991 recibió el premio de jóvenes investigadores en Letras Románicas de la Universidad de Friburgo por su tesis doctoral sobre José Martí (Niemeyer 1991, Traducción: México: UNAM 1995), y por Roland Barthes - Eine intellektuelle Biographie (Suhrkamp 1998) se le concedió en 2001 el galardón Hugo Friedrich und Erich Köhler-Forschungspreis.
Desde 2010 es miembro de la Academia Europæa. Desde 2012, es Chevalier dans l'Ordre des Palmes Académiques («Caballero de las Palmas académicas», Francia). Desde 2013, Ottmar Ette es miembro de la Academia de Ciencias y Humanidades de Berlin-Brandenburgo (BBAW). Desde 2014, es Honorary Member de la Modern Language Association of America. En 2014, la Universidad Nacional Autónoma de México le otorgó el premio "Escuela Nacional Altos Estudios".

## Publicaciones importantes (selección)

### Novelas
- Zwei deutsche Leben («Dos vidas alemanas», Berlín: Kadmos 2023)
- Mein Name sei Amo («Que mi nombre sea Amo», Berlín: Kadmos 2024)

### Monografías
- José Martí (Niemeyer 1991, Traducción: México: UNAM 1995)
- Roland Barthes. Eine intellektuelle Biographie («Roland Barthes. Una biografía intelectual», Frankfurt: Suhrkamp 1998)
- Literatur in Bewegung (Velbrück Wissenschaft 2001; Traducción al inglés: Literature on the move. New York, Amsterdam: Rodopi 2003; Traducción al español: Literatura en movimiento. Madrid: CSIC 2008)
- Weltbewusstsein. Alexander von Humboldt und das unvollendete Projekt einer anderen Moderne («Conciencia mundial. Alejandro de Humboldt y el proyecto inacabado de otra modernidad», Weilerswist: Velbrück Wissenschaft 2002)
- ÜberLebenswissen («Saber sobre el vivir / Saber sobrevivir», Berlín: Kadmos 2004)
- ZwischenWeltenSchreiben («EscribirEntreMundos» Berlín: Kadmos 2005)
- Alexander von Humboldt und die Globalisierung («Alejando de Humboldt y la globalización», Frankfurt: Insel 2009)
- Del macrocosmos al microrrelato. Literatura y creación – nuevas perspectivas transareales (Guatemala: F&G Editores 2009)
- ZusammenLebensWissen («Saber sobre el convivir / Saber convivir», Berlín: Kadmos 2010).
- LebensZeichen. Roland Barthes zur Einführung («Signos de la vida. Introducción a Roland Barthes», Hamburg: Junius Verlag 2011).
- Konvivenz. Literatur und Leben nach dem Paradies («Convivencia. Literatura y vida después del paraíso», Berlín: Kadmos 2012).
- TransArea. Eine literarische Globalisierungsgeschichte («TransArea. Una historia literaria de la globalización», Berlín, Boston: De Gruyter 2012).
- Viellogische Philologie. Die Literaturen der Welt und das Beispiel einer transarealen peruanischen Literatur. (Berlín: Walter Frey 2013).
- Roland Barthes: Landschaften der Theorie. (Paderborn: Konstanz University Press 2013).
- Anton Wilhelm Amo: Philosophieren ohne festen Wohnsitz. (Berlín: Kadmos 2014).
- SaberSobreViver. A (o) missão da filologia. (Paraná: Editora UFPR 2015).
- Writing-between-Worlds. TransArea Studies and the Literatures-without-a-fixed-Abode. Translated by Vera M. Kutzinsky. (Berlín - Boston: Walter de Gruyter 2016).
- Der Fall Jauss. Wege des Verstehens in eine Zukunft der Philologie. (Berlín: Kulturverlag Kadmos 2016).
- TransArea. A Literary History of Globalization. Translated by Mark W. Person. (Berlín - Boston: Walter de Gruyter 2016).
- Roland Barthes. Paisajes de la teoría. Traduccíon Vicente Bernaschina Schürmann. (Madrid: Del Centre Editores 2016).
- WeltFraktale. Wege durch die Literaturen der Welt. (Stuttgart: J.B. Metzler Verlag 2017).
- Filología polilógica. Las literaturas del mundo y el ejemplo de una literatura peruana transareal. (Granada: Editorial Universidad de Granada 2017).
- El caso Jauss. Caminos de la comprensión hacia un futuro de la filología. (México D.F.: Almadia 2018).
- EscreverEntreMundos. Literaturas sem morada fixa (SaberSobreViver II). Tradução Rosani Umbach, Dionei Mathias, Teruco Arimoto Spengler. (Curitiba: Editora UFPR (Série pesquisa, 347) 2018).
- Alexander von Humboldt y la globalización. El saber en movimiento. Traducción de Johanna Malcher. (México: El Colegio de México 2019).
- O Caso Jauss. A compreensão a caminho de um futuro para a filologia. Tradução de Giovanna Chaves. Apresentação de Regina Zilberman. (Goiânia: Caminhos 2019).
- Alexander von Humboldt: la aventura del saber. Nuevos ensayos humboldtianos a 250 años de su nacimiento. (Guatemala: F & G Editores 2019).
- Mobile Preußen. Ansichten jenseits des Nationalen. Stuttgart: J.B. Metzler Verlag 2019 [XVI + 222 p.].
- TransArea. Une histoire littéraire de la mondialisation. Traduction de Chloé Chaudet. Préface de Jean-Marc Moura. Paris: Classiques Garnier (Collection «Bibliothèques francophones», 8) 2019 [443 p.].
- Alexander von Humboldt und die Globalisierung. Das Mobile des Wissens. Berlín: Suhrkamp Verlag (suhrkamp taschenbuch, 4967) 2019 [476 p.].
- L'Affaire Jauss. Les chemins de la compréhension vers un avenir de la philologie. Traduit de l'allemand par Robert Kahn. Mont-Saint-Aignan: Presses universitaires de Rouen et du Havre 2019 [135 p.].

### Antologías
- Ansichten Amerikas (con W. Bernecker, 2001)
- Kuba heute. Politik, Wissenschaft und Kultur (con M. Franzbach, 2001)
- Max Aub: Inéditos y revelaciones (Revista Occidente, 2003)
- Max Aub - André Malraux (con J. Jurt y M. Figueras, 2005)
- Intellektuelle Redlichkeit - Intégrité intellectuelle. Festschrift für Joseph Jurt (con M. Einfalt, U. Erzgräber, F. Sick, 2005)
- Grenzen der Macht - Macht der Grenzen (con M. Braig, D. Ingenschay, G. Maihold, 2005)
- ArabAmericas. Literary Entanglements of the American Hemisphere and the Arab World (con F. Pannewick, 2006)
- Carribeans on the Move - Archipiélagos literarios del Caribe (2008)
- EuropAmerikas. Transatlantische Beziehungen (con D. Ingenschay, G. Maihold, 2008)
- Humboldt und Hispanoamerika. Vergangenheit, Gegenwart und Zukunft. / Humboldt e Hispano-América. Pasado, Presente y Futuro. (Tomo 1, 2009 HiN - Alexander von Humboldt im Netz, con F. Holl y E. Knobloch, 2009)
- Nanofilología: todo el universo en una sola frase. (Iberoamericana IX, 36, 2009)
- Literaturwissenschaft als Lebenswissenschaft. Programm - Projekte - Perspektiven (con W. Asholt 2010)
- Trans*Chile. Cultura - Historia - Itinerarios - Literatura - Educación. Un acercamiento transareal. (con H. Nitschack, 2010)
- Humboldt und Hispanoamerika. Vergangenheit, Gegenwart und Zukunft. / Humboldt e Hispano-América. Pasado, Presente y Futuro. (Tomo 2, 2010 HiN - Alexander von Humboldt im Netz, mit F. Holl und E. Knobloch, 2010).
- Caleidoscopios coloniales. Transferencias culturales en el Caribe del siglo XIX. Kaléidoscopes coloniaux. Transferts culturels dans les Caraïbes au XIXe siècle (con G. Müller, 2010)
- Trans(it)Areas. Convivencias en Centroamérica y el Caribe. Un simposio transareal (con W. Mackenbach, G. Müller, A. Ortiz Wallner, 2011).
- Wissensformen und Wissensnormen des ZusammenLebens. Literatur - Kultur - Geschichte - Medien (2012).
- El Caribe como paradigma. Convivencias y coincidencias históricas, culturales y estéticas. Un simposio transareal (con A. Kraume, W. Mackenbach, G. Müller, 2012).
- Alexander von Humboldt and the Americas (con V. M. Kutzinski, L. Dassow Walls, 2012).
- Worldwide. Archipels de la mondialisation. Archipiélagos de la globalización. A TransArea Symposium (con G. Müller, 2012).
- Wort Macht Stamm. Rassismus und Determinismus in der Philologie (18. / 19. Jh.) (con M. Messling 2013).
- LebensMittel. Essen und Trinken in den Künsten und Kulturen (con Y. Sánchez, V. Sellier, 2013).
- TransPacífico. Conexiones y convivencias en AsiAméricas. Un simposio transareal (con W. Mackenbach, H. Nitschack, 2013).
- Imaginarios del miedo. Estudios desde la historia (con C. Naranjo Orovio, I. Montero, 2013).
- Unfälle der Sprache. Literarische und philologische Erkundungen der Katastrophe (con J. Kasper, 2014).
- Nach der Hybridität. Zukünfte der Kulturtheorie (con U. Wirth, 2014).
- Paisajes vitales. Conflictos, catástrofes y convivencias en Centroamérica y el Caribe (con G. Müller, 2014).
- Horizonte der Humboldt-Forschung. Natur, Kultur, Schreiben (con J. Drews, 2016).
- New Orleans and the Global South. Caribbean, Creolization, Carnival (con G. Müller, 2017).
- Forster - Humboldt - Chamisso. Weltreisende im Spannungsfeld der Kulturen (con J. Drews, T. Kraft, B. Schneider-Kempf, J. Weber, 2017).
- Landschaften und Kartographien der Humboldt'schen Wissenschaft (mit J. Drews, 2017).
- Alexander von Humboldt-Handbuch. Leben - Werk - Wirkung (2018).
- Kulturwissenschaftliche Konzepte der Transplantation. (con U. Wirth, en colaboración con Carolin Haupt, 2019).
- Alexander von Humboldt y América Latina. Dossier der Zeitschrift Iberoamericana. América Latina – España – Portugal XIX, 70 2019, pp. 7-130.
- Vivir lo breve. Nanofilología y Microformatos en las letras y culturas hispanas contemporáneas. (con Y. Sánchez, 2020).
- Guimarães Rosa und Meyer-Clason. Literatur, Demokratie, ZusammenLebensWissen. (con P. A. Soethe, 2020).
- Alexander von Humboldt. Die ganze Welt, der ganze Mensch. (con B. Göbel & T. Kraft, 2024).

### Ediciones
- Alexander von Humboldt, Reise in die Äquinoktial-Gegenden («Viaje a las regiones equinocciales del Nuevo Continente», 1991)
- José Enrique Rodó, Ariel (1994)
- Alexander von Humboldt, Kosmos (con O. Lubrich, 2004)
- Alexander von Humboldt, Ansichten der Kordilleren und Monumente der eingeborenen Völker Amerikas («Vistas de las cordilleras y monumentos de los pueblos indígenas de América» con O. Lubrich, 2004)
- Alexander von Humboldt, Über einen Versuch, den Gipfel des Chimborazo zu besteigen (con O. Lubrich, 2006)
- Alexander von Humboldt, Kritische Untersuchung zur historischen Entwicklung der geographischen Kenntnisse von der Neuen Welt und den Fortschritten der nautischen Astronomie im 15. und 16. Jahrhundert («Cristobal Colón y el descubrimiento de América. Historia de la geografía del nuevo continente y de los progresos de la astronomía náutica de los siglos XV y XVI», 2009)
- Roland Barthes, Die Lust am Text («El placer del texto», 2010)
- Alexander von Humboldt, Political Essay on the Island of Cuba. A Critical Edition («Ensayo político sobre la isla de Cuba» con V. M. Kutzinski, 2011)
- Alexander von Humboldt, Views of the Cordilleras and Monuments of the Indigenous Peoples of the Americas. A Critical Edition. («Vistas de las cordilleras y monumentos de los pueblos indígenas de América» con V. M. Kutzinski, 2012)
- Alexander von Humboldt, Bilder-Welten. Die Zeichnungen aus den Amerikanischen Reisetagebüchern. (mit Julia Maier, 2018)
- Alexander von Humboldt, Das Buch der Begegnungen. Menschen - Kulturen - Geschichten aus den Amerikanischen Reisetagebüchern. Herausgegeben, aus dem Französischen übersetzt und kommentiert von Ottmar Ette. (2018)
- Alexander von Humboldt, Auf dem Weg zum ökologischen Denken. Drei Texte (2023)
- Alexander von Humboldt, Politischer Versuch über die Insel Kuba. («Ensayo político sobre la Isla de Cuba», con V. M. Kutzinski e I. Schwarz, 2024)

### Entrevistas con o sobre Ottmar Ette
- Ottmar Ette / Ralph Ludwig: "En guise d'introduction: Points de vue sur l'évolution de la littérature antillaise. Entretien avec les écrivains martiniquais Patrick Chamoiseau et Raphaël Confiant. En: Lendemains (Marburg) XVII, 67 (1992), pp. 6–16.
- "Humor e irreverencia: Reinaldo Arenas (inédito)." En: Encuentro (Madrid) 19 (invierno 2000-2001), pp. 59–63.
- Leserstreit mit Ottmar Ette: Macht Daniel Kehlmann Geschichte lebendig? RBB-Radiointerview (19.08.2008) (En alemán)
- Humboldt war "kein Mann des wissenschaftlichen Elfenbeinturms". Ottmar Ette conversa con Elke Durak en Deutschlandfunk-Radiointerview (06.05.2009) (En alemán)
- Entrevista con el Profesor Dr. Ottmar Ette con ocasión de la entrega del Premio Nobel de Literatura a Mario Vargas Llosa. En detektor.fm (07.10.2010) (En alemán)
- «Vivre dans une autre langue, une autre réalité.» Entretien avec Amin Maalouf, Ile d'Yeu, 15 septembre 2007." En: Asholt, Wolfgang / Ette, Ottmar (Ed.): Literaturwissenschaft als Lebenswissenschaft. Programm - Projekte - Perspektiven. Tübingen: Gunter Narr Verlag 2010, pp. 247-263.

### Conferencias
- Wer erklärt den Menschen? de Thomas Assheuer, zeit.de, 17. Juni 2010.